# 本质奇点

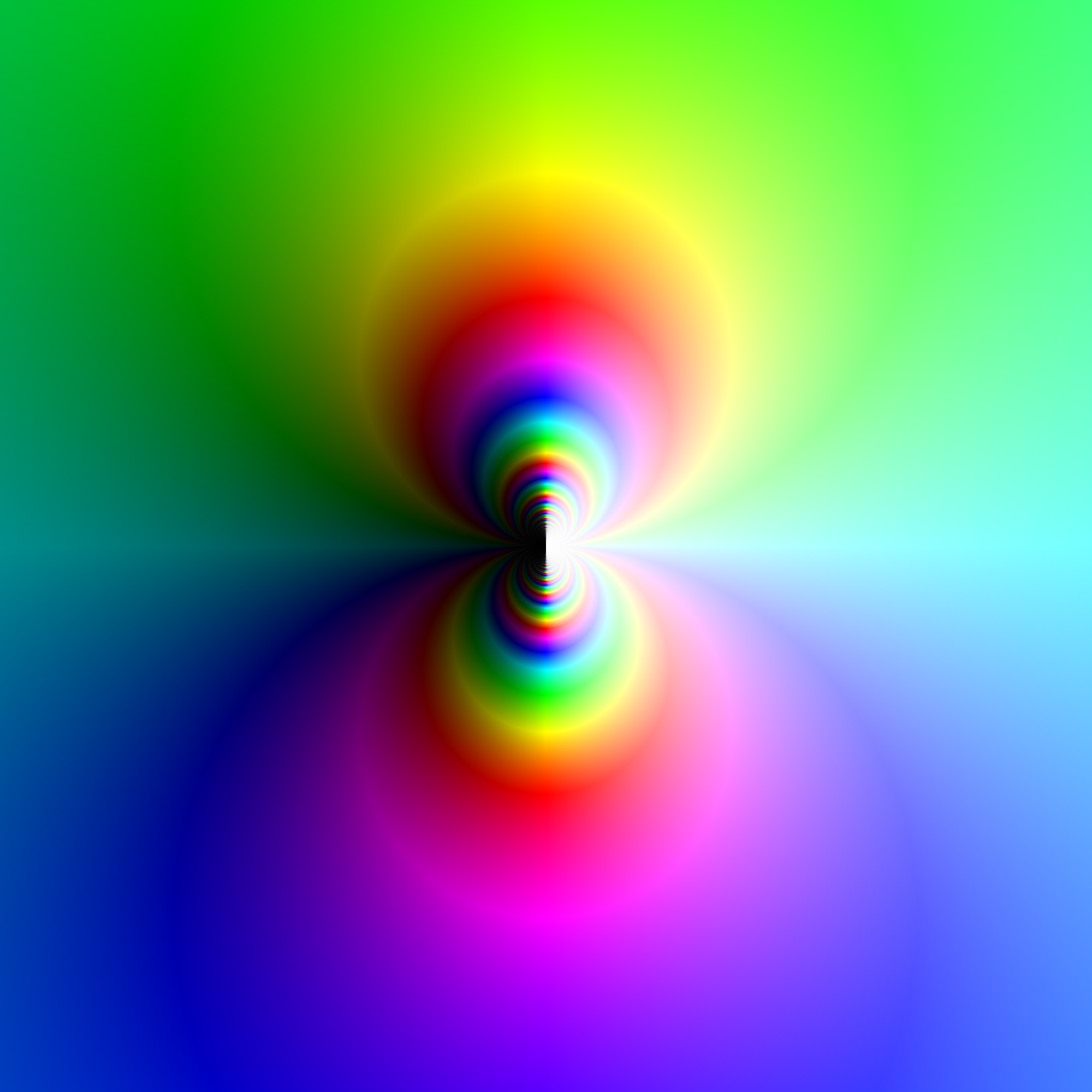
函数exp(1/z)的函數圖形，在z=0处具有本质奇点，不同的颜色表示辐角值，而亮度则表示绝对值。图像中显示出函数在本质奇点附近从不同方向逼近奇点时的行为。与极点附近全白不同，本质奇点附近是半黑半白的。

在复分析中，一个函数的本质奇点（Essential Singularity）又称本性奇点，是奇点中的“嚴謹”的一类。函数在本质奇点附近会有“极端”的行为。
粗略来说，对复平面 C 上的给定的开子集 U，以及 U 中的一点 {\displaystyle a}，亚纯函数 f : U\{a} → C 在 {\displaystyle a} 处有本质奇点当且仅当它不是极点也不是可去奇点。
例如，函数 {\displaystyle f(z)=e^{\frac {1}{z}}}在 {\displaystyle z=0} 处有一个本质奇点。
严格地说，点 {\displaystyle a} 是 {\displaystyle f} 的本质奇点当且仅当 {\displaystyle f} 在 {\displaystyle a} 处的极限 {\displaystyle \lim _{z\to a}f(z)} 不存在（既不是一个复数，也不是无穷大）。这种情况会发生当且仅当 {\displaystyle f} 在 {\displaystyle a} 附近的每一个邻域中都有极点，或者 {\displaystyle f} 在 {\displaystyle a} 处的洛朗展开中含有无穷多个负指数项（即其主部是无穷级数）。
亚纯函数在本质奇点附近的行为可以用魏尔斯特拉斯-卡索拉蒂定理或更为强大的皮卡定理描述。皮卡定理说明：在 {\displaystyle f} 的本质奇点 {\displaystyle a} 附近的每一个邻域中都会取遍全体复数（或者除了一个值之外）。